# Immanuëlkerk (Amersfoort)
De Immanuëlkerk is sinds 1989 een kerkgebouw in de Amersfoortse wijk Liendert.
Het pand is in 1960 gebouwd is als gymnastiekzaal voor scholen. Het heeft geen noemenswaardige architectonische waarde.
Het gebouw is eigendom van de Pinkstergemeente Immanuël Amersfoort, aangesloten is bij de Verenigde Pinkster- en Evangeliegemeenten (VPE). Deze geloofsgemeenschap nam de voormalige gymnastiekzaal in gebruik als kerk. Pinkstergemeente Immanuël bestaat sinds 1958. Van 1972-1989 werd gekerkt in de voormalige Remonstrantse kerk in de Herenstraat te Amersfoort, daarna werd de ruimte aan de Kraanvogelstraat in gebruik genomen.